# 均田制

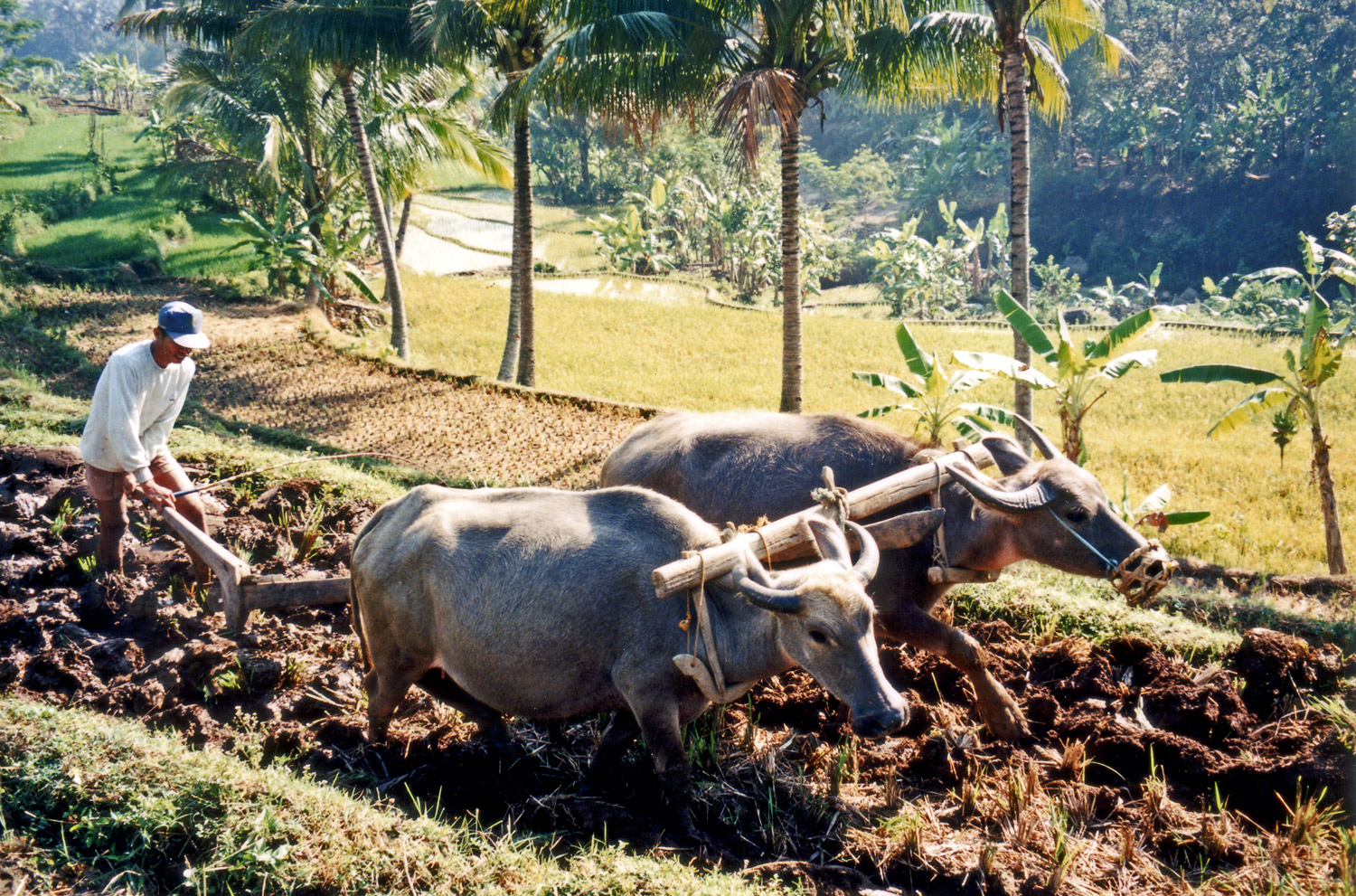
初期的均田制一牛可分60畝一男可分80畝，故範例圖中之人可分200畝

均田制是中国北朝至隋唐一项重要的土地制度，产生于北魏，北魏分裂出来的东魏與西魏及继之后的北齐、北周以及隋唐都承袭了这一制度。北魏的均田制和三长制结合颁行，打击了地方世家門閥的利益，限制了土地兼并，同时也壮大了以自耕农为主的新兴地主階級。随着地主经济的发展壮大，新的土地兼并也随之日益严重。武周末年均田制形同虚设；到了唐德宗建中元年（780年），均田制退出了中國的历史舞台。日本仿效均田制實施班田制，朝鮮也仿效均田制實施丁田制。這種制度在朝鮮中宗時在趙光祖的建議下一度在朝鮮半島重新出現。

## 产生的原因
北魏太和九年（485年），孝文帝改革，依照漢人李安世之議，北魏孝文帝颁布均田令是在北魏已实行的“计口授田制度”演变而来，由于战争造成北魏境内的大片无人区，土地荒芜，世家大族兼併土地的所有权和占有权十分混乱这一特殊情况下的北魏王朝而产生的。北魏虽然没有直接分割世家大族的土地，但通过三长制把他们的农奴轉化为国家可以随时征调的自耕农，同时也限制了世家大族的进一步土地扩张。隋唐之府兵制其實就是均田制下的寓兵於農，農民受田為國家當兵成為府兵，府兵要自備糧資，便減少了國家的養兵費用。均田制更為隋唐稅制之根本，人民由政府處受田便有納稅的義務，隋唐时的租庸調制乃在均田制之基本上施行，使初唐时能在隋炀帝大业六年（610年）之後的战争農業受到嚴重的荒废，到貞觀年間卻比较富饶，可以說均田制還建立了軍事和經濟基礎。
隋唐均田制之特別在於北朝奴婢和牛隻亦得受田，奴婢人數亦無限制且牛亦得授田60畝，以四牛為限，共240畝，比貧農所得80畝，多出三倍，由此可推知當日土地應多人口未繁，故能分及奴婢牛隻，亦配合北魏均田以增生產之目的，同時能靠牛隻和奴婢的名義獲得更多田的多半是貴族階級，從而保障他們利益減低他們對新政的抗拒。
隋文帝时則奴婢受田已有限制，庶人家庭六十至親王三百人為限，至於丁牛受田至隋文帝时已取消，到隋炀帝时奴婢和妇人也不得授田，唐代則奴婢及牛固不得授田，婦女亦無授田之例，只有寡妻妾可得口分田三十畝。後人推測此乃因人口日眾政府田畝不足分配。加上唐之授田及還田年歲分別比北魏遲三歲及早六歲，可知已有田少不足分配之情況出現。而隋唐时寬鄉、狹鄉之行政區設立更可以証明在當日己有些地方是不能依照均田制之田地數目授田。隋文帝開皇二十年（600年），隋文帝派使到全國調查均田情況，發現狹鄉每丁才受田二十畝。而唐代開元天寶戶籍殘卷所記授田之數量亦顯示足永業田者多，而足口分田的，幾無一戶。
錢穆於《國史大綱》一书中认为，「此田制用意並不在求田畝之絕對均給，只求富者稍有一限度，貧者亦有一最低之水準。」

## 具体内容
從太和九年（485年）頒布實行「均田制」的詔令，先立戶口確定人數，按照人數授給田地，分為露田（種穀物之田）和桑田：
露田（口分田）：男十五歲以上給四十畝，女二十畝，奴婢也可以有露田，死後把田地還給官府。
桑田（永業田）：給男人一人二十畝，作為自己的財產，不用還給官府，但不可買賣。
- 政府向农民分配一定数额的露田，农民年满66岁或身死后须将田归还官府。
- 露田只能种植穀物和桑麻，不许栽种树木，并不许买卖。
- 受田的农民每年必须缴纳一定数量的租粟、调帛或麻，还必须服徭役和兵役(租庸調)。
- 地方官吏按品级授给公田。

北魏分裂后的西魏，北周和东魏的均田制跟北魏的相同。

## 北齐
北齐继续推行均田制，大体上与北魏相同，但也略有变化。例如，北齐取消了受倍田的规定，不过一夫一妇的实际受田数仍相当于倍田，北魏对奴婢受田没有限制。北齐则按官品限制在300人至60人之间。另外还规定了赋税。均田制在北齐时就有所破坏，常見有土地买卖的现象。

## 隋 唐
隋文帝开皇二年（582年）规定，官人永业田与其品级相适应，自诸王以下至都督，多至百顷，少至四十亩。以此同时，内外官按其品级高低授给职分田（职田），多至五顷，少至一顷。内外官署还授给公廨田，以供公用。隋炀帝杨广即位的大业元年（605年），免除妇人和奴婢、部曲的租调，也取消了他们的授田。
「自諸王以下，至於都督，皆給永業田，各有差。多者至一百頃，少者至四十頃。其丁男、中男永業露田，皆遵後齊之制。並課樹以桑榆及棗。其園宅，率三口給一畝，奴婢則五口給一畝，京官又給職分田，一品者給田五頃，每品以五十畝為差，至九品為一頃。外官亦各有職分田。又給公廨田，以供公用。」
隋制十八歲為「丁」，二十一歲為「成丁」。成丁便可授田並課役，六十歲則還田，隋所授之露田桑田皆如北齊之數。而貴族官吏有受田之優待，永業田可多至一百頃，職分田五頃。故隋之均田己略為變質。
唐代的均田制在隋代基礎上，明確取消了奴婢，婦人及耕牛受田，土地的買賣限制加以放寬，其內容更為詳細。武德七年（624年）均田令規定：「丁男，中男給一頃，篤疾，廢疾給四十畝，寡妻妾三十畝。若為戶者加二十畝。所授之田，十分之二為世業，八為口分」均田制中，田地授給男丁，並且分成兩種制度：一種為公田，稱為口分田；另一種則為私田，謂之永業田。武德七年（624年）田令明確規定：「世業之田，身死則承戶者便授之」，永業田在丁男身死後由其繼承人接受，國家不再收回。
均田制是土地公有和私有的折中制度，其目的在於制止土地兼併及增加稅收，並鼓勵民眾墾荒，由官府授田，等於是為民置產，使人民從事生產的意願提高，經濟逐步發展，奠定了盛唐境況的基礎。隨著經濟之壯大，朝廷能用來授的田越來越少，到了武周末年均田制形同虛設，這是由於官僚地主和貴族權勢所佔有的土地太多。如高宗時，王方翼佔田「數十頃」；唐中宗時，太平公主「田園遍於近甸膏腴」；開元時期，進士柳芳稱：「人逃役者，多浮寄於閭里，縣收其名，謂之客戶，雜居於人者，十一二矣」。乾元三年（760年）四月敕雲：「逃戶租庸，據帳徵納，或貨賣田宅，或攤出鄰人，展轉誅求，為弊亦甚」。到了唐德宗建中元年（780年），唐朝當局實施兩稅法後，均田制永遠退出了中國的歷史舞台。

## 評價
歷代對均田制的評價都是相當正面，而均田制實行，先決條件是朝廷需有大量土地掌握在手中。北朝時承接了五胡十六国战争频繁造成大量人民丧生，產生大量荒地，令朝廷能利用這些荒地對農民進行授田。同时，北魏朝廷遏制了世家大族进一步兼并土地，并把荒地分给了普通农民。但隨著經濟之壯大，荒地越來越少，朝廷能用來授田的亦逐漸不多，加上朝政的逐渐日趋腐朽黑暗，均田制在武周末年形同虚设，與此非無關係。

## 表

### 給付
|      | 男丁                                              | 婦人                              | 奴婢                       | 牛                         |
| 北魏 | 露田80畝（正田40+倍田40）+桑田20畝 ，無則麻田10畝 | 露田40畝（正田20+倍田20）+麻田5畝 | 同良人（无桑麻田） 5人一畝 | 露田60畝 （正田30+倍田30） |
| 北齊 | 露田80畝+桑田（無則麻田）20畝                     | 露田40畝                          | 同良人（无桑麻田） 5人一畝 | 露田60畝 （正田30+倍田30） |
| 隋   | 口分田80畝+世業田20畝                             | 隋炀帝即位后廢止                  | 隋炀帝即位后廢止           | 隋炀帝即位后廢止           |
| 唐   | 口分田80畝+永業田20畝                             |                                   |                            |                            |

### 課税
|          | 租               | 租     | 租     | 租              | 調                             | 調                              | 調     | 調       | 役                                                                              | 役                             |
| 床(夫婦) | 單身             | 奴婢   | 牛     | 床(夫婦)        | 單身                           | 奴婢                            | 牛     | 床(夫婦) | 單身                                                                            |                                |
| 北魏     | 粟2石            | 4分之1 | 8分之1 | 20分之1         | 絹1疋（布1匹） 綿8両           | 4分之1                          | 8分之1 | 20分之1  |                                                                                 |                                |
| 北齊     | 墾租2石・義租5升 | 2分之1 | 2分之1 | 墾租1斗 義租5升 | 絹1疋・綿8両                   | 2分之1                          | 2分之1 | 絹2尺    |                                                                                 |                                |
| 北周     | 粟5斛            | 2分之1 |        |                 | 絹1疋（布1疋） 綿8両（麻10斤） | 2分之1                          |        |          |                                                                                 |                                |
| 隋       |                  | 粟3石  |        |                 |                                | 絹2丈 （布1疋） 綿3両 （麻3斤） |        |          | 年20日 (开皇三年正月，帝入新宫。 初令军人以二十一成丁 减十二番每岁为二十日役。) |                                |
| 唐       |                  | 粟2石  |        |                 |                                |                                 |        |          |                                                                                 | 年20日 1日可抵絹3尺 或布3.75尺 |

### 單位表
|      | 100分之1頃=1畝 | 1匹=10丈=100尺 | 1石=2斛=10斗 | 1斤=16両 |
| 北魏 | 467.046平方米  | 27.9米         | 39.6升       |          |
| 隋   | 522.150        | 29.5           | 59.4         | 668.8克  |
| 唐   | 580.326        | 31.1           | 59.4         | 596.8    |

## 研究書目
- 堀敏一著，韓國磐等譯：《均田制的研究》（福州：福建人民出版社，1984）。
- 鈴木俊等著，姜鎮慶等譯：《唐代均田制研究選譯》（蘭州：甘肅教育出版社，1992）。
- 池田温：〈唐开元后期土地政策的考察（页面存档备份，存于）〉。
- 池田温：〈唐代敦煌均田制考察之一——以天宝后期敦煌县田簿为中心（页面存档备份，存于）〉。